# Chlamydia trachomatis
Chlamydia trachomatis är en bakterie som orsakar klamydia, en av de vanligaste sexuellt överförda sjukdomarna hos människan med ungefär 92 miljoner nya fall varje år i världen.
År 2007 uppmättes den största ökningen av klamydiafall i Sveriges historia. Hela 47 103 fall anmäldes vilket var en ökning med 45% jämfört med 2006 sedan dess har antalet anmälda fall minskat och 2011 var siffran nere på 37 289 fall.
Chlamydia trachomatis är en obligat intracellulär bakterie med en speciell livscykel. Bakterien sprids utanför cellerna i form av små (200-300nm), runda så kallade elementärkroppar som kan infektera nya värdceller. Inne i värdcellerna omvandlas elementärkropparna till större, metaboliskt aktiva retikulärkroppar, som är känsligare för antibiotikabehandling. 
Klamydiabakterien finns i urinröret, hos kvinnor även i slidan/livmoderhalsen, och ibland i ändtarmen. Smittspridning sker vid bland annat samlag och andra oskyddade sexuella kontakter.

## Taxonomi
Chlamydia trachomatis ingår i en grupp med två närstående bakteriesläkten: Chlamydia och Chlamydophila. Till släktet räknas också Chlamydia suis som infekterar svin och Chlamydia muridarum som infekterar smågnagare . Till det andra släktet hör bland annat bakterien Chlamydophila pneumoniae som är en vanlig orsak till s.k. atypisk lunginflammation.

## Livscykel och patologi
Livscykeln har två stadier, ett förökningsstadium i form av retikulärkroppar inne i en värdcell och ett infekterande spridningsstadium med elementärkroppar.  Infektionen börjar med att elementärkroppar binder till en cellreceptor. Efter ca 1-6 timmar har dessa gått in i cellen och startat bildning av RNA och protein. Efterhand omvandlas elementärkroppen till en retikulär form. 

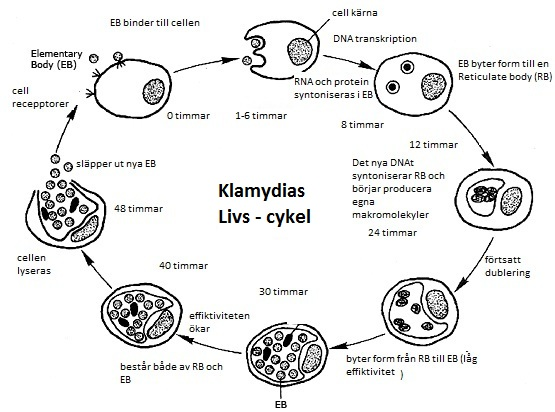
Klamydia livs-cykel

 För att denna process ska kunna gå vidare utvinner bakterien energi från värdcellens lager av glykogen. Det sker efter ca 8 timmar i cellen. I nästa fas fortsätter bakterien att dela sig och skapa egna makromolekyler i retikulärkroppen. Efter ca 24 timmar omvandlas vissa av de retikulära cellerna till elementär form. I värdcellen finns bakterien nu både som retikulär- och elementärkroppar. Varje celldelning tar ca 2-3 timmar. Efter ca 40 timmar frigörs de nyproducerade elementärkropparna  från värdcellen med hjälp av exocytos för att spridas och infektera nya värdceller.

## Symtom
Oftast visar klamydiainfektionen inget synligt symtom. Om symtomen uppstår kan det dröja 2-3 veckor. Symtomen visar sig ofta genom sveda när man kissar eller genom flytningar. Män kan även få ont i pungen.
Obehandlad klamydiainfektion kan leda till äggledarinflammation och bestående fertilitetsproblem sterilitet. Under graviditeten ökar klamydiainfektioner risken att få missfall, för tidigt avskiljande av moderkakan (abruptio placentae) och utomkvedshavandeskap. Vid förlossningen kan en klamydiainfektion leda till att barnet får olika infektioner i till exempel ögon, öron, genitalier och lungor. Allvarliga infektioner hos spädbarn kan vara dödliga.
Enligt RFSU är det hela 50% av alla fertilitetsproblem som orsakas av just klamydia . I andra studier är den andelen betydligt mindre (<10%) .

## Undersökning och behandling
Enligt smittskyddslagen måste den som tror sig vara smittad testa sig och lämna uppgifter på dem som också kan vara smittade. Detta kan göras anonymt. Undersökningen görs med hjälp av ett urinprov och genom att en bomullspinne förs upp i slidan. Man ska inte ha urinerat på två timmar innan man gör urinprovet. Det ska också gått minst en vecka efter smittotillfället för att urinprovet med säkerhet ska kunna påvisa en infektion. Svaret på undersökningen kommer efter ca en vecka.
Om ett test bekräftar att man är smittad så sker behandlingen som regel på samma ställe som där provet togs. Detta kan vara en vårdcentral, ungdomsmottagning eller ett sjukhus.
Klamydiainfektionen går alltid att bota genom antibiotikabehandlingen men kan ge biverkningar som till exempel illamående och diarré. 
Klamydiainfektioner behandlas med två olika typer av antibiotika. I första hand väljs en typ av doxycyklin, om detta av någon anledning skulle vara olämpligt används istället antibiotika som innehåller azitromycin. Själva antibiotikakuren består av tabletter som tas dagligen i 7-10 dagar. Behandlingen är helt kostnadsfri. I vissa län finns det möjlighet att beställa hem klamydiaprov utan kostnad.

## Fotnoter
1. ↑  NCBI. Taxonomy browser. Chlamydia trachomatis, Taxonomy
2. ↑  Fresse AS, Sueur JM, Hamdad F, (2010). Diagnosis and follow-up of genital chlamydial infection by direct methods and by detection of serum IgG, IgA and secretory IgA. Indian Journal Of Medical Microbiology Vol. 28 (4), pp. 326-31.
3. 1 2  Klamydianfektion. Smittskyddsinstitutet.   Sjukdomsinformation Arkiverad 22 augusti 2011 hämtat från the Wayback Machine., senast uppdaterad (2011-02-10)
4. ↑  Siewert K, Rupp J, Klinger M, Solbach W, & J Gieffers (2005). Growth cycle-dependent pharmacodynamics of antichlamydial drugs. "Antimicrob Agents Chemother." 49(5):1852-6.
5. ↑  Madhavan HN, Malathi J & R Bagyalakshmi (2012). Insights into the Biology, Infections and Laboratory Diagnosis of Chlamydia. I Mihai Mares (Ed.), Chlamydia, p. 116-132. ISBN 978-953-51-0470-4, InTech, DOI: 10.5772/30337. Available from: InTech Open Access Publisher - Open Science Open Minds | InTechOpen Arkiverad 5 mars 2016 hämtat från the Wayback Machine.
6. ↑  Microbewiki. Klamydia, senast uppdaterad (2010-07-26)
7. ↑  Urologkanalen.  Klamydia/Gonokockfri uretrit Arkiverad 2 februari 2012 hämtat från the Wayback Machine., senast uppdaterad (2005-11-19)
8. 1 2  Vårdguiden. Klamydia Arkiverad 20 juli 2012 hämtat från the Wayback Machine., senast uppdaterad (2011-05-23)
9. ↑  UMO. Klamydia
10. ↑  Vårdguiden. Utomkvedshavandeskap Arkiverad 17 maj 2012 hämtat från the Wayback Machine., senast uppdaterad (2007-04-27)
11. ↑  Salmeri M, Santanocita A, Toscano MA, Morello A, Valenti D, La Vignera S, Bellanca S, Vicari E, & AE Calogero (2010). 'Chlamydia trachomatis prevalence in unselected infertile couples. Systems Biology In Reproductive Medicine 56(6):450-6.
12. ↑  Klamydiabehandling. Klamydiabehandling Arkiverad 3 juni 2012 hämtat från the Wayback Machine.
13. ↑  Klamydiaprov. Gratis hemtest för klamydia